# Primera División de Costa Rica 1965
Die Saison 1965 war die 46. Spielzeit der Primera División de Costa Rica, der höchsten costa-ricanischen Fußballliga. Es nahmen zehn Mannschaften teil. Saprissa gewann zum 6. Mal in der Vereinsgeschichte die Meisterschaft.

## Austragungsmodus
- Die zehn teilnehmenden Mannschaften spielten in einer Doppelrunde (Hin- und Rückspiele) im Modus Jeder gegen Jeden den Meister aus.
- Der Letztplatzierte stieg in die zweite Liga ab.

## Endstand
| Pl.             | Verein                     | Sp. | S  | U  | N  | Tore  | Diff. | Punkte |
| --------------- | -------------------------- | --- | -- | -- | -- | ----- | ----- | ------ |
| 01              | CD Saprissa (M)            | 36  | 23 | 5  | 8  | 70:29 | 41    | 51     |
| 02              | LD Alajuelense             | 36  | 22 | 5  | 9  | 76:38 | 38    | 49     |
| 03              | CS Cartaginés              | 36  | 21 | 6  | 9  | 64:43 | 21    | 48     |
| 04              | CS Herediano               | 36  | 18 | 6  | 12 | 46:42 | 4     | 42     |
| 05              | AD Municipal Puntarenas    | 36  | 16 | 6  | 14 | 59:55 | 4     | 38     |
| 06              | Orión FC                   | 36  | 13 | 5  | 18 | 52:70 | −18   | 31     |
| 07              | CS Uruguay de Coronado     | 36  | 11 | 6  | 19 | 42:59 | −17   | 28     |
| 08              | AD Municipal Turrialba (N) | 36  | 7  | 13 | 16 | 34:47 | −13   | 27     |
| 09              | AD Limonense               | 36  | 10 | 5  | 21 | 47:79 | −32   | 25     |
| 10              | Nicolás Marín              | 36  | 7  | 7  | 22 | 49:77 | −28   | 21     |
| Stand: Endstand |                            |     |    |    |    |       |       |        |